# الكعشة (بني قيس الطور)

تعديل مصدري - تعديل

الكعشة هي إحدى قرى عزلة ربع مسعود بمديرية بني قيس الطور التابعة لمحافظة حجة، بلغ تعداد سكانها 265 نسمة حسب تعداد اليمن لعام 2004.